# Hammersmith Is Out
Hammersmith Is Out est un film américain réalisé par Peter Ustinov, sorti en 1972.

## Fiche technique
- Titre : Hammersmith Is Out
- Réalisation : Peter Ustinov
- Scénario : Stanford Whitmore
- Musique : Dominic Frontiere
- Photographie : Richard H. Kline
- Montage : David E. Blewitt
- Pays d'origine :  États-Unis
- Format : Couleurs - Mono
- Genre : Comédie dramatique
- Durée : 108 minutes
- Date de sortie : 1972

## Distribution
- Elizabeth Taylor : Jimmie Jean Jackson
- Richard Burton : Hammersmith
- Peter Ustinov : Docteur
- Beau Bridges : Billy Breedlove
- Leon Ames : General Sam Pembroke
- Leon Askin : Dr Krodt
- George Raft : Guido Scartucci
- John Schuck : Henry Joe

## Récompenses et distinctions
- Ours d'argent de la meilleure actrice pour Elizabeth Taylor lors de la Berlinale 1972.